# Bhamo

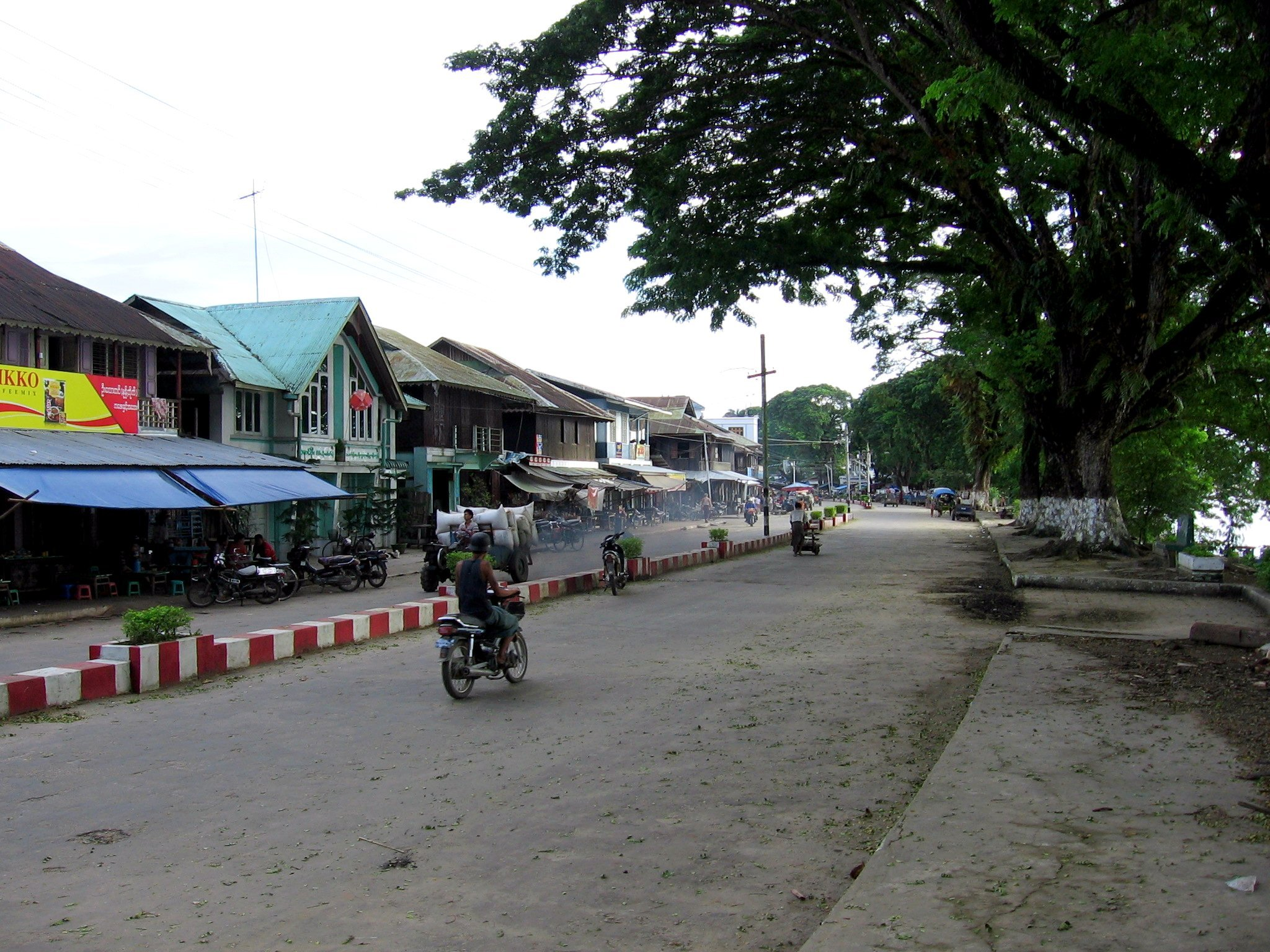
Carrers

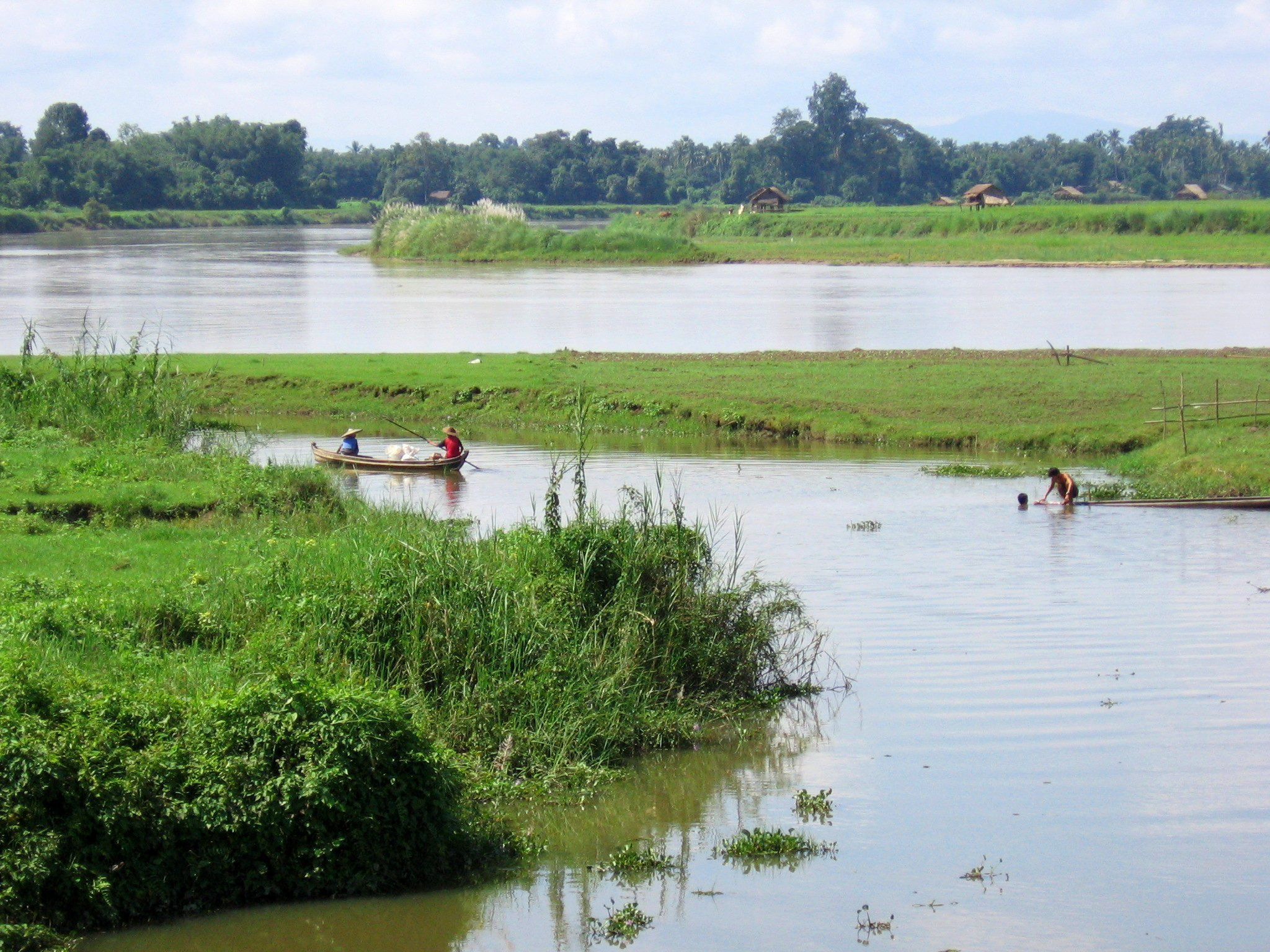
rodalies

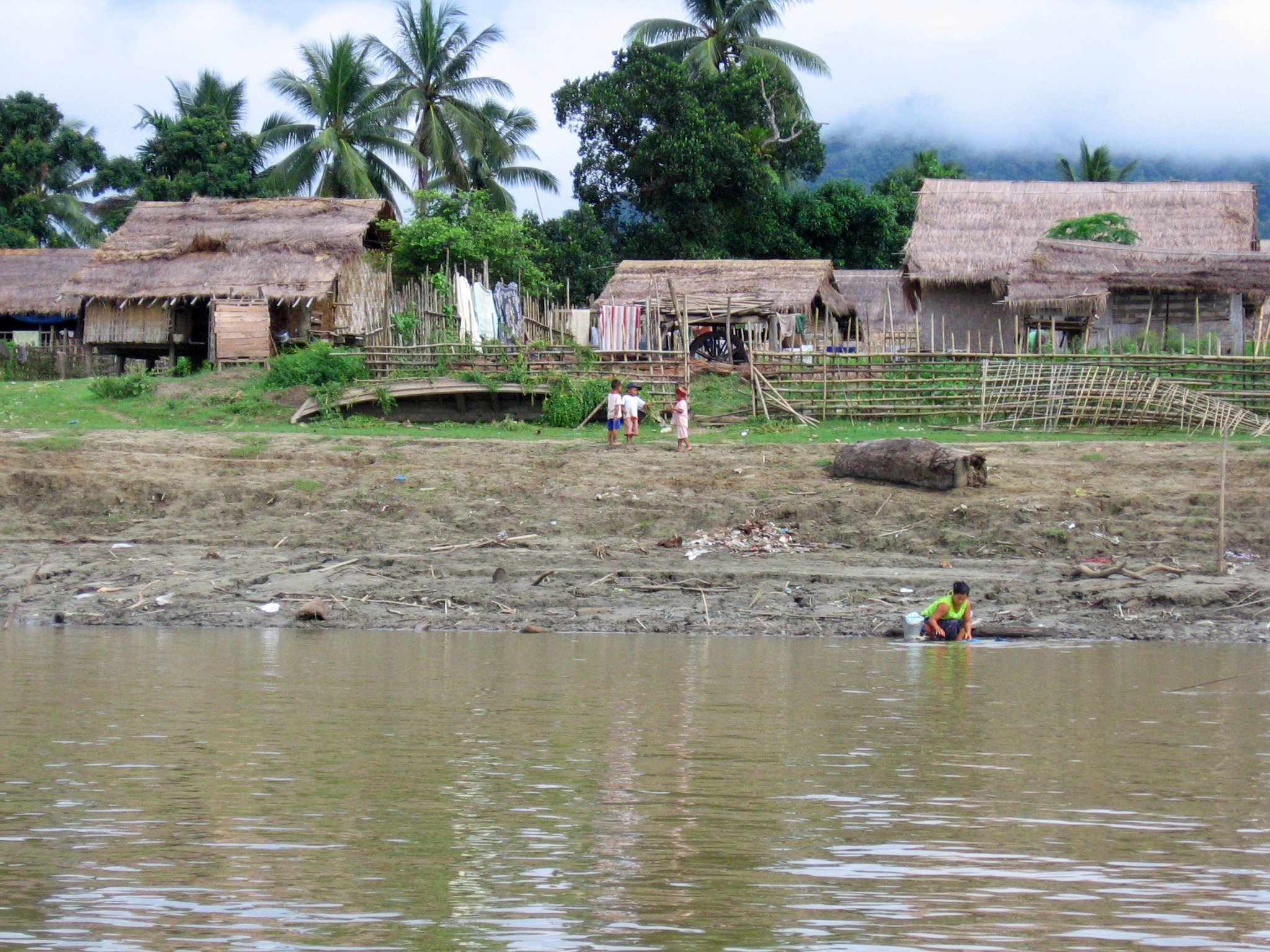
Riu Irauadi

Bhamo és una ciutat de Birmània a l'estat Katxin a 168 km al sud de Myitkyina capital de l'estat a la riba del riu Ayeyarwady (Irauadi), a 65 km de la frontera xinesa. Està poblada per xinesos, xans i katxins. Disposa de l'aeroport de Banmaw (codi IATA: BMO; codi ICAO: VYBM). És la capital del districte de Bhamo i de la municipalitat o township de Bhamo.

## Història
Fou conquerida pels britànics el desembre de 1885 sense lluita i en els mesos següents organitzada com a centre d'un districte del que durant deu anys va formar part el districte de Myitkyina constituït com entitat separada el 1895. Està prop de l'antiga Sampanago capital dels prínceps xans de Manmaw almenys fins al segle xvi i que dataria del segle V (encara que la llegenda la remunta al segle VI aC).
La població el 1891 era de 8.048 habitants i el 1901 de 10.734 habitants la majoria xans o barreja de birmans i xans. Fou constituïda en municipalitat el 1888.